# 中醫典籍列表
中醫典籍列表，列舉中醫學裡面的典籍。
中醫典籍可分為醫經、醫論、本草、醫方、醫案、醫話等，比較有名的有黃帝內經、難經、傷寒雜病論、神農本草經、備急千金要方、本草綱目、名醫類案等等。其中黃帝內經，難經，傷寒雜病論，神農本草經被並稱為四大醫書。
- 湯液經法：中醫理論基礎，中醫之源頭
- 黃帝內經：現存最早中醫典籍，分成素問跟靈樞兩卷。
- 神農本草經：現存最早的中藥學專著
- 難經：闡發《黃帝內經》的疑難和要旨的第一部書
- 傷寒雜病論：張仲景所撰，中國第一部理法方藥皆備、理論聯繫實際的中醫臨床著作。
- 傷寒明理論：傷寒論的註解之作
- 針灸甲乙經：現存最早的一部針灸專書
- 本草綱目：一部集十六世紀以前，中國本草學大成的著作。
- 證類本草：早於本草綱目的本草學書籍，編修本草綱目時的藍本
- 備急千金要方：是由孫思邈所著，共三十卷，繼張仲景傷寒雜病論後中國醫學的又一次總結，被譽為中國歷史上最早的臨床醫學百科全書。
- 勿藥元詮：汪昂於清朝所著。
- 本草拾遺：* 唐代藥物學家陳藏器著，旨在補充神農本草經的遺逸
- 千金翼方：孫思邈撰成千金要方後，因感其內容之不足而續編之作，內容30卷
- 內外術經：古醫書，傳說為岐伯所撰，十八卷。現今已佚
- 履巉岩本草：南宋時期的一部地方性本草書，主要記載的是臨安慈雲嶺一帶的藥用植物。由王介繪撰於1220年。共三卷
- 幼幼新書：劉昉所著，40卷，547門。宋代兒科醫療專書。
- 御纂醫宗金鑒：全書九十卷，由供奉內庭太醫、太醫院右判吳謙奉敕主編，清朝乾隆時其由國家編著的大型醫學叢書，後收入四庫全書之中。
- 新修本草：又名《英公本草》，是世界上最早的一部由國家權力機關頒布的，具有法律效力的藥學專著，由唐高宗下令組織了長孫無忌、許孝崇、李淳風、孔志約等22人與蘇敬同成書於唐顯慶四年，被認為是世界上最早出現的藥典。
- 本草經集注：南北朝時道士陶弘景在系統整理神農本草經，並總結之前藥學經驗基礎上編寫的一部醫書。結合《神農本草經》和名醫別錄兩書並註釋而成。
- 洗冤集錄：洗冤集錄為宋朝人宋慈所作，由其從事司法刑獄工作所積累之豐富驗屍經驗為基礎，並結合當時傳世的屍傷檢驗諸書，加以綜合、核定和提煉，完成了這部有系統的古代法醫學著作。
- 東醫寶鑑：李氏朝鮮時代的醫學著作
- 漢藥集成方：與東醫寶鑑同一時期的另一本韓國醫書。
- 溫病條辨：清代吳鞠通著的一本中醫書籍，成書於1798年。
- 溫熱論：據傳是葉天士門人顧景文根據其師口授之語錄而成，在溫病學中佔有重要地位，並對整個中醫學的發展起深遠影響。
- 類經：明代著名醫家張景岳的代表作之一，對《黃帝內經》進行全面分類研究的一著作。
- 類經圖翼：
- 類經附翼：
- 質疑錄：
- 景岳全書：明代醫家張景岳晚年的合輯。
- 素問：黃帝內經的其中一卷，主要闡述解剖學、生理學及治療方法等。
- 肘後方：原名《肘後救卒方》，東晉葛洪編著，又稱《肘後備急方》，共八卷70篇，為中醫方劑學名著。
- 脈經：西晉王叔和（210－258年）編著，全書共分十卷、九十八篇。
- 蘇沈良方：又名《蘇沈內翰良方》、《內翰良方》，凡十五卷，北宋沈括、蘇軾合撰。
- 要藥分劑：清朝沈金鰲編寫的中藥學著作。
- 諸病源候論：又名《巢氏病源、《巢氏诸病源候论》，共五十卷。隋代太醫博士巢元方等人於大業六年奉敕所編著，是現存中國第一本病因、病理與證候學專論。
- 輔行訣臟腑用藥法要：簡稱《輔行訣》，作者陶弘景，為魏晉南北朝時期的中醫著作。
- 開寶重定本草：簡稱《開寶本草》，凡20卷，目錄1卷，宋開寶六年尚藥奉御劉翰、道士馬志，翰林醫官翟煦、張素、王從蘊、吳復圭、王光祐、陳昭遇、安自良等九人編著。
- 五十二病方：秦漢時期的文獻，載方283，中國現存最古老的方書。
- 劉涓子鬼遺方：晉末劉涓子撰，南朝齊龔慶宣重新整理。
- 太平聖惠方：北宋王懷隱、王祐、鄭彥、陳昭遇等編，載方16834，翰林醫官院醫官，依據醫局所藏北宋以前各種方書、名家驗方並宋太宗親驗醫方，又廣泛收集民間效方集體編寫而成。
- 聖濟總錄：南宋時期醫書，載方近2萬，宋徽宗時由朝廷組織人員編纂，成書於1111年-1117年，集宋以前方劑之大成。
- 太平惠民和劑局方：南宋太醫局編，陳承、裴宗元、陳師文曾加校對* 校正，載方788，是宋代太醫局所屬藥局的一種成藥處方配本。
- 宣明論方：金朝金元四大家 之一，劉完素著，善用寒涼藥。
- 儒門事親：金朝金元四大家 之一，張從正著，主張攻下法。
- 脾胃論：金朝，金元四大家 之一，李東垣著，擅長補脾胃。
- 丹溪心法：元代 金元四大家之一，朱震亨著，力倡滋陰。
- 普濟方：明朝朱橚，載方61739，中國古代載方最多的一部方書。
- 湯頭歌訣：清汪昂 ,為初學者啟蒙必讀醫書，流傳甚廣。
- 中醫方劑大辭典：南京中醫藥大學主編，1997年11月出版，該書由南京中醫藥大學聯合兄弟院校近百名專家學者歷時12年完成。載方96592首,，中國現存載方最多的一部方書。